# 姉小路高基
姉小路 高基（あねのこうじ/あねこうじ たかもと）は、鎌倉時代後期から南北朝時代にかけての公卿。従三位・藤原頼基の子。官位は従三位・宮内卿。

## 経歴
花園朝の延慶2年（1309年）従五位上、応長2年（1312年）正五位下と昇叙され、のち侍従を務めるが、正和4年（1315年）侍従を辞している。
その後20年に亘って叙位任官の記録がないが、建武3年（1336年）後醍醐天皇が吉野に朝廷を開き南北朝が分裂すると、高基は左近衛少将に任ぜられ、翌建武4年（1337年）25年振りに昇叙されて従四位下となる。その後も暦応2年（1339年）従四位上、暦応5年（1342年）正四位下・宮内卿に叙任されるなど順調に昇進し、正平2年/貞和3年（1347年）従三位に至る。
正平13年/延文3年（1358年）3月2日薨去。享年62。最終官位は散位従三位。

## 官歴
『公卿補任』による。
- 時期不詳：従五位下
- 延慶2年（1309年） 6月12日：従五位上
- 応長2年（1312年） 3月3日：正五位下（无官）
- 時期不詳：侍従
- 正和4年（1315年） 6月13日：辞侍従
- 建武3年（1336年） 12月26日：左近衛少将
- 建武4年（1337年） 3月1日：従四位下、去左近衛少将
- 暦応2年（1339年） 正月5日：従四位上
- 暦応5年（1342年） 3月25日：正四位下。9月7日：宮内卿。12月21日：去宮内卿
- 正平2年/貞和3年（1347年） 4月23日：従三位
- 正平13年/延文3年（1358年） 3月2日：薨去

## 系譜
『系図纂要』による。
- 父：藤原頼基
- 母：不詳
- 生母不明の子女
  - 男子：姉小路家綱（? - 1389年）
  - 男子：姉小路尹綱（? - 1411年）